# Pintalia aspersa
Pintalia aspersa är en insektsart som först beskrevs av Fowler 1904.  Pintalia aspersa ingår i släktet Pintalia och familjen kilstritar. Inga underarter finns listade i Catalogue of Life.